# Kamen Rider Kūga
Kamen Rider Kūga (仮面ライダークウガ Kamen Raidā Kūga?) es el título de la 10.ª temporada de la franquicia Kamen Rider, producida por Toei Company y emitida en TV Asahi del 30 de enero de 2000 al 21 de enero de 2001, constando de 49 episodios. Significó el regreso a la emisión regular de la franquicia tras 11 años de ausencia y la primera temporada de la era Heisei. También fue la primera temporada de la franquicia producida íntegramente en 16:9, en formato letterbox, y la primera que se grabó en vídeo en lugar de emplear película. El eslogan de la temporada es "Un nuevo héroe, una nueva leyenda" (新しいヒーロー、新しい伝説 Atarashī hīrō, atarashī densetsu?).

## Argumento
Hace mucho tiempo, la Tribu Gurongi aterrorizaba a la tribu Linto (リント Rinto?), hasta que un guerrero llamado Kūga apareció y derrotó a los Gurongi, sellando a su líder dentro de una cueva. Miles de años después, un hombre llamado Yūsuke Godai se encuentra con un misterioso cinturón de piedra que fue encontrado en la excavación de la cueva donde los Gurongi estaban sellados. Fueron resucitados y reanudaron su juego asesino sobre los descendientes de la tribu Linto, la humanidad misma. Esto motiva a que Yūsuke, acompañado junto a la Policía Científica, decida usar los diferentes poderes de Kūga para detener el misterioso juego de los Gurongi. 

## Personajes

### Rider
- Yūsuke Godai (五代 雄介 Godai Yūsuke?)/Kamen Rider Kūga (仮面ライダークウガ Kamen Raidā Kūga?): Un hombre que posee el Arcle Belt, el cinturón que le permite transformarse en Kūga. Es una persona honesta y alegre, que pelea para "proteger las sonrisas de todos". El trabaja en el Café Pore-Pore, y continuamente trata de aprender 2000 habilidades y talentos que el usa para ayudar a los demás. El y su hermana, Minori, perdieron a su madre cuando eran jóvenes y a su padre cuando eran más grandes.

### Aliados
- Kaoru Ichijō (一条 薫 Ichijō Kaoru?): El inspector de policía que lidera el operativo de la Policía Científica para combatir a los Gurongi. Al igual que su padre, quién murió en su décimo cumpleaños, Ichijō es un policía modelo que cree firmemente en que sigue el sendero correcto. Aunque es muy estricto consigo mismo, el hará todo lo posible, incluso romper las reglas de la policía para ayudar a Yūsuke a combatir a los Gurongi.
- Sakurako Sawatari (沢渡 桜子 Sawatari Sakurako?): Una amiga de Yūsuke que traduce los antiguos transcritos "Lintonenses" que hablan de Kūga y los Gurongi. Al principio estaba en contra de ayudar porque se preocupaba por Yūsuke, pero después comienza a creer totalmente en el y a trabajar duro para ayudar a Yūsuke a entender sus poderes mediante los escritos.
- Minori Godai (五代 みのり Godai Minori?): La hermana menor de Yūsuke que trabaja como profesora en una guardería local. Yūsuke ocasionalmente la visita para entretener a los niños. Al igual que Sakurako, al principio fue muy aprensiva con su hermano sobre transformarse en Kūga, pero ella creyó en Yūsuke y lo ayudó como pudiese.
- Shūichi Tsubaki (椿 秀一 Tsubaki Shūichi?): Un amigo de confianza de Ichijō, es el médico que cuida a Yūsuke y lo trata cuando se lastima, mientras investiga los efectos de la fusión de Yūsuke con el Arcle. A pesar de que es una persona alegre, era muy serio y preocupado cuando hablaba de las futuras transformaciones de Yūsuke debido a los constantes peligros que rodeaban a la leyenda de Kūga. También realiza las autopsias de las víctimas de Gurongi para determinar las causas de la muerte.
- Hikari Enokida (榎田 ひかり Enokida Hikari?): Otra vieja amiga de Ichijō, está a cargo de la División de Ciencia del Departamento de Policía. Ella estudia la biología de los Gurongi para desarrollar armas efectivas contra ellos. Ella también ayuda en el estudio de Kūga.
- Tamasaburō Kazari (飾 玉三郎 Kazari Tamasaburō?): Era amigo del padre de Yūsuke y Minori, quienes cariñosamente se refieren a él como Oyassan (おやっさん?) como todos los demás. Posee y dirige el café Pore-Pore. Es un personaje tonto y alegre que guarda un álbum de todas las hazañas de Kūga del periódico.

### Villanos
- Tribu Gurongi (グロンギ族 Gurongi Zoku?): Esta misteriosa civilización antigua está compuesta de seres que pueden transformarse en monstruos para matar a las personas para su juego despiadado, el Kūga original derrotó al líder de los Gurongi y selló a los 200 miembros de la tribu Gurongi. Los Gurongi tienen un esquema de nombres de tres partes que todos los miembros tienen, que consiste en "Grupo-Especie-Tipo de criatura". La primera parte de sus nombres indica su rango y a qué grupo pertenecen; la segunda parte es su nombre personal, que contiene una referencia a qué animal/planta se basan sus formas; y la tercera parte indica a qué tipo de criatura pertenecen: "Ba" para insectos y arácnidos; "Da" para los mamíferos; "De" para plantas; "Gi" para peces y otros animales acuáticos; "Gu" para pájaros y otros animales con alas; y "Re" para reptiles y anfibios. Los líderes de la tribu Gurongi tienen una "Ze" delante del nombre de su grupo de animales. Se muestran cuatro grupos, a saber: Zu, Me, Go y Ra. Zu, Me y Go son los únicos grupos autorizados para ingresar al juego, mientras que el Grupo Ra actúa como sus jueces.

- - N-Daguva-Zeba (ン･ダグバ･ゼバ N Daguba Zeba?): es el señor de los Gurongi. Daguva disfruta de la batalla y odia a los débiles, matando a 152 de su propia especie por ser débiles en fuerza. También le desagrada que cualquiera de los otros Gurongi use su propio poder. Él ve a Kūga como el único desafío entretenido para él y disfruta mucho en su lucha. Su objetivo es asegurar que el plan de hacer que la humanidad sea tan violenta como Gurongi se lleve a cabo a través de sí mismo o por medio de Kūga y está dispuesto a morir para ver que eso suceda.
  - Ra-Baruba-De (ラ·バルバ·デ Ra Baruba De?): es el primer Ra que aparece, asumiendo la apariencia de una mujer tatuada con rosas, sirve como juez para los grupos Gurongi Zu y Me. Su trabajo principal es autorizar a cualquier miembro de la tribu Gurongi a iniciar el juego
  - Ra-Dorudo-Gu (ラ･ドルド･グ Ra Dorudo Gu?): es un Gurongi con aspecto de cóndor, armado con un par de tonfa, Dorudo asume la forma de un hombre vestido de negro con túnicas blancas. Lleva un ábaco que usa para contar el número de muertes del grupo Go.
  - Zu-Zain-Da (ズ･ザイン･ダ Zu Zain Da?): Es el líder del Grupo Zu de Gurongi. Zain es capaz de asumir la forma de un hombre fuerte descomunal con un temperamento que coincide con su fortaleza.
  - Me-Garima-Ba (メ･ガリマ･バ Me Garima Ba?): Es el único miembro femenino del Grupo Me de Gurongi. También es la líder del grupo Me, puede asumir la forma de una mujer con raya verde en su cabello. Tiene una garra escondida en cada mano y está equipada con una katana de doble hoja en cada extremo parecida a una guadaña que podría usarse para cortar a una velocidad sobrehumana.
  - Go-Gadoru-Ba (ゴ･ガドル･バ Go Gadoru Ba?): Como líder del grupo Go Gadoru asume la forma de un hombre con atuendo militar. Está armado con varias armas similares a Kūga.
  - Nu-Zajio-Re (ヌ･ザジオ･レ Nu Zajio Re?): Es el único superviviente del Grupo Nu, un grupo de Gurongi que fabricaba los artefactos utilizados por los otros grupos, asume la forma de un hombre de mediana edad vestido de negro y con gafas, Zajio se las arregla para permanecer oculto con su existencia desconocida para la policía mientras crea los artículos usados por los Gurongi.

## Episodios
Cada episodio está escrito usando únicamente dos kanji
1. Resurrección (復活 Fukkatsu?)
2. Transformación (変身 Henshin?)
3. Tokyo (東京 Tōkyō?)
4. Carrera (疾走 Dashu?)
5. Distancia (距離 Kyori?)
6. Dragon (青龍 Seiryū?)
7. Convicción (傷心 Shōshin?)
8. Tirador (射手 Shashu?)
9. Hermano (兄妹 Kyōdai?)
10. Fieros (熾烈 Shiretsu?)
11. Promesa (約束 Yakusoku?)
12. Profesor (恩師 Onshi?)
13. Suspicacia (不審 Fushin?)
14. Presagio (前兆 Zenchō?)
15. Armadura (装甲 Sōkō?)
16. Credo (信条 Shinjō?)
17. Preparación (臨戦 Rinsen?)
18. Pérdida (喪失 Sōshitsu?)
19. Artefacto (霊石 Reiseki?)
20. Sonrisa (笑顔 Egao?)
21. Secretos (暗躍 An'yaku?)
22. Juego (遊戯 Yūgi?)
23. Intranquilidad (不安 Fuan?)
24. Consolidación (強化 Kyōka?)
25. Vagando (彷徨 Hōkō?)
26. Yo Mismo (自分 Jibun?)
27. Ondulación (波紋 Hamon?)
28. Clarificación (解明 Kaimei?)
29. Encrucijada (岐路 Kiro?)
30. Destino (運命 Unmei?)
31. Venganza (応戦 Ōsen?)
32. Problema (障害 Shōgai?)
33. Cooperación (連携 Renkei?)
34. Temblor (戦慄 Senritsu?)
35. Emoción (愛憎 Aizō?)
36. Complicación (錯綜 Sakusō?)
37. Acercamiento (接近 Sekkin?)
38. Transición (変転 Henten?)
39. Demonio Fuerte (強魔 Gōma?)
40. Impulso (衝動 Shōdō?)
41. Control (抑制 Yokusei?)
42. Campo de Batalla (戦場 Senjō?)
43. Realidad (現実 Genjitsu?)
44. Crisis (危機 Kiki?)
45. Enemigo (強敵 Kyōteki?)
46. Indomable (不屈 Fukutsu?)
47. Decisión (決意 Ketsui?)
48. Kūga (空我 Kūga?)
49. Yūsuke (雄介 Yūsuke?)

### Películas
- Good Job (乙彼 Otsukare?): Especial para TV, estrenado el 31 de diciembre de 2000.
- Kamen Rider Kuuga: First Dream of the New Year (初夢 Hatsuyume?): Especial para celebrar el año nuevo. estrenado el 2 de enero de 2001.
- Kamen Rider Kuuga vs. the Strong Monster Go-Jiino-Da (仮面ライダークウガＶＳ剛力怪人ゴ・ジイノ・ダ Kamen Raidā Kūga Bāsasu Gōriki Kaijin Go Jiino Da?): estrenada el 27 de agosto de 2001.

## Reparto
- Yūsuke Godai: Jō Odagiri
- Kaoru Ichijo: Shingo Katsurayama
- Sakurako Sawatari: Kazumi Murata
- Minori Godai: Wakana Aoi
- Shūichi Tsubaki: Yoshitaka Otsuka
- Hikari Enokida: Kaori Mizushima
- Tamasaburō Kazari: Kitaro
- N-Daguba-Zeba: Kenji Urai
- Ra-Baruba-De: Mie Nanamori
- Ra-Dorudo-Gu: Tenmei Basara
- Zu-Zain-Da: Akira Nogami
- Me-Garima-Ba:  Miho Iijima
- Go-Gadoru-Ba: Masato Gunji
- Nu-Zajio-Re: Tadashi Takatsuki
- Narrador: Fumihiko Tachiki

## Temas musicales

### Tema de entrada
- Kamen Rider Kūga! (仮面ライダークウガ! Kamen Raidā Kūga!?)
  - Letra: Shoko Fujibayashi
  - Música: Toshihiko Sahashi
  - Arreglos: Toshihiko Sahashi
  - Intérprete: Masayuki Tanaka

### Tema de cierre
- Aozora ni Naru (青空になる Aozora ni Naru?, En el cielo azul)
  - Letra: Shoko Fujibayashi
  - Música: Toshihiko Sahashi
  - Arreglos: Toshihiko Sahashi
  - Intérprete: Jin Hashimoto

- Datos: Q1152075